# آریمانیوس

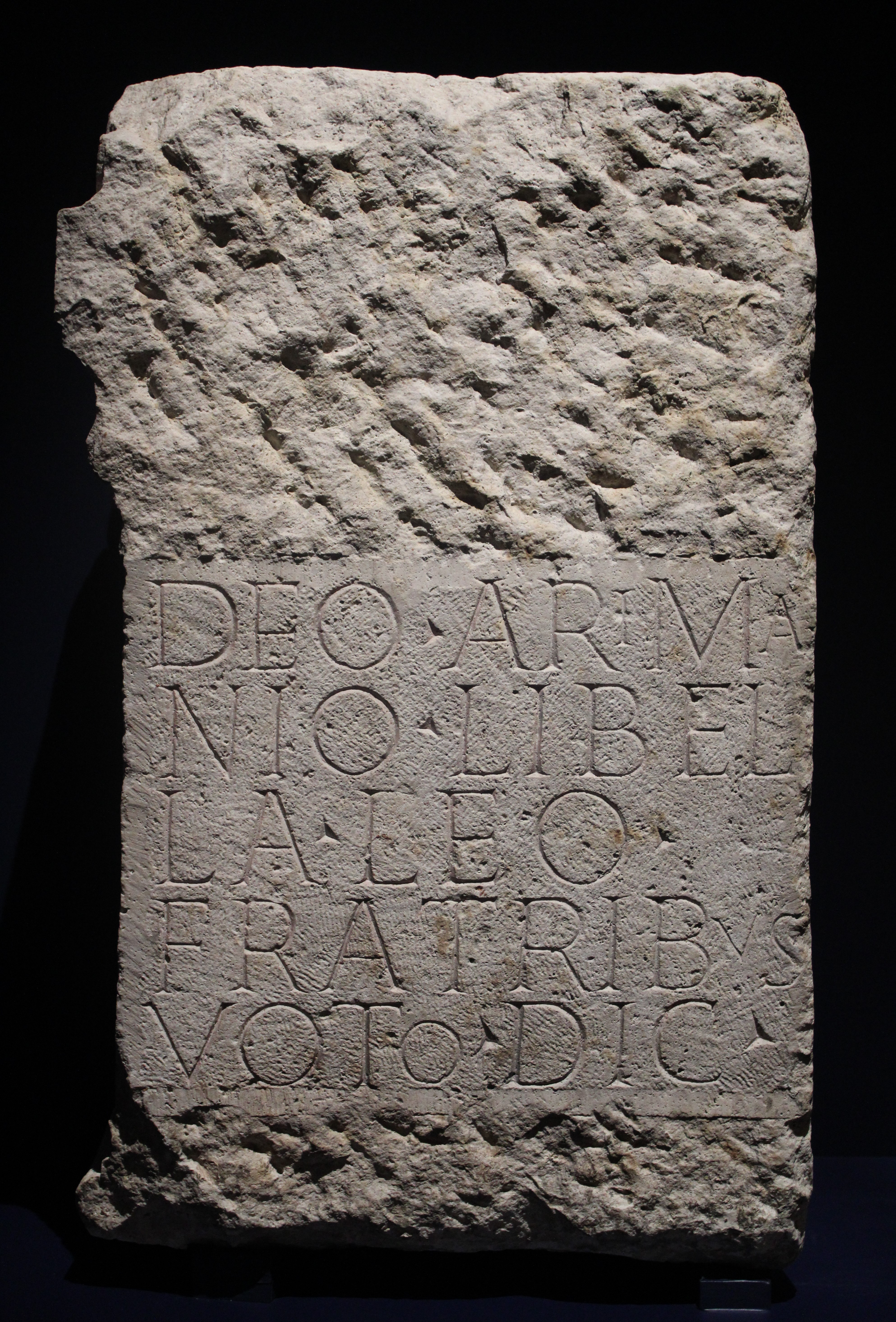
آریمانیوس معمولاً در متون باستانی به‌صورت نمادین است، نه یک چهره مشخص فیزیکی. او گاهی با صفاتی چون تاریکی، زشتی و نیرویی اهریمنی توصیف می‌شود که در تضاد با نور و زیبایی اهورامزدا قرار دارد. در هنر و فرهنگ پارسی، به‌ویژه در دوره‌های بعدی، ممکن است او را به‌صورت موجودی ترسناک، شبیه دیو یا اژدهایی با ویژگی‌های تاریک به تصویر کشیده باشند، هرچند تصاویر بصری مشخصی از او در منابع اصلی زرتشتی کمتر یافت می‌شود.

آریمانیوس (یونانی: Αρειμάνιος) نام یک خدای مبهم است که در چند متن ادبیات یونان باستان و پنج کتیبه لاتین که فرض شده‌ است همتای اهریمن خدای تاریکی باشد. در متون کلاسیک، در زمینه مزدیسنا، آریمانیوس (با تغییرات) به وضوح به تفسیر یونانی‌ ها و رومی‌ ها از اهریمن ایرانی اشاره دارد.